# Arrastão (canção)
"Arrastão", com letra de Vinicius de Moraes e música de Edu Lobo, foi composta em 1965 e venceu o 1º Festival da Música Popular Brasileira da TV Excelsior na voz de Elis Regina. A apresentação explosiva de Elis no Festival subverteu todas as regras da contenção vocal e da performance minimalista exigidas pela bossa nova (fato que causou estranhamento ou admiração para os músicos do gênero), e justamente por isso a apresentação é considerada por muitos críticos e jornalistas como um marco e uma inauguração de um novo estilo na chamada música popular brasileira.